# Valentin Ćorić
Valentin Ćorić (* 23. června 1956) je bosenskochorvatský bývalý funkcionář v Chorvatské republice Herceg-Bosna. Mezinárodním trestním tribunálem pro bývalou Jugoslávii (ICTY) byl odsouzen za válečné zločiny a zločiny proti lidskosti k 16 letům vězení.
Narodil se 23. června 1956 v Paoči poblíž Čitluku v SR Bosně a Hercegovině ve FLR Jugoslávii. Vystudoval inženýrský titul, který uplatnil při práci v bauxitových dolech u Čitluku. Z hornictví přešel do armády, když se stal velitelem výcvikových kasáren v Krvavici v Chorvatsku. V roce 1992 byl jmenován náměstkem pro bezpečnost a velitelem vojenské policie Chorvatské rady obrany (HVO). Na konci roku 1993 změnil ministerstva, aby se stal ministrem vnitra v Chorvatské republice Herceg-Bosna.

## Obžaloba
Podle obžaloby byl Ćorić až do dubna 1994 „členem stínové organizace, jejímž cílem bylo vytvořit etnicky čisté území, které bude připojeno a sloučeno do Velkého Chorvatska“. Soud obvinil Ćoriće z „podněcování politické, etnické a náboženské nenávisti a zároveň použití síly, zastrašování a teroru (většinou hromadným zatýkáním, během něhož byli zabíjeni lidé), aby etnicky vyhnal nechorvaty z území kontrolovaného HVO.“

## Obvinění
Převzato z tiskové zprávy ICTY: 
- devět případů závažných porušení ženevských konvencí (úmyslné zabití; nelidské zacházení (sexuální napadení); nezákonná deportace civilistů; nezákonné přemístění civilistů; nezákonné zadržování civilistů; nelidské zacházení (podmínky uvěznění); nelidské zacházení; rozsáhlé zničení majetku, neodůvodněné vojenskou nutností a provedené nezákonně a svévolně; přivlastnění majetku, neodůvodněné vojenskou nutností a provedené nezákonně a svévolně).
- devět případů porušení zákonů nebo válečných zvyků (kruté zacházení (podmínky uvěznění); kruté zacházení; nezákonná práce; svévolné ničení měst, městeček nebo vesnic nebo ničení neodůvodněné vojenskou nutností; ničení nebo úmyslné poškození institucí oddaných náboženství nebo vzdělání; drancování veřejného nebo soukromého majetku; nezákonné útoky na civilisty; nezákonné vyvolávání teroru na civilistech; kruté zacházení) a
- osm trestných činů proti lidskosti (pronásledování z politických, rasových a náboženských důvodů; vražda; znásilnění; deportace; nelidské činy (násilné přemístění); uvěznění; nelidské činy (podmínky uvěznění); nelidské činy).[1][2]

V listopadu 2017 ho ICTY odsoudil spolu s dalšími pěti představiteli Herceg-Bosny (Jadranko Prlićem, Bruno Stojićem, Slobodanem Praljakem, Milivojem Petkovićem a Berislavem Pušićem) z účasti na společném zločinném plánu (Joint criminal enterprise - JCE) zaměřeném na etnické čistky Bosňáků z Bosny. Byl odsouzen k 16 letům vězení. V roce 2019 byl předčasně propuštěn poté, co si odpykal dvě třetiny trestu za dobu, kdy byl ve vazbě.